# 국립식물검역원
국립식물검역원(國立植物檢疫院, The National Plant Quarantine Service (NPQS))은 수출입식물의 검역과 검사, 국내식물의 검사 및 이에 필요한 시험ㆍ조사 및 연구 등의 업무를 수행하던 기관이다.

## 연혁
- 2011년 6월 15일 국립수의과학검역원, 국립수산물품질검사원과 함께 농림수산검역검사본부로 통합되었다.